# Plutonio 239 - Pericolo invisibile
Plutonio 239 - Pericolo invisibile (The Half Life of Timofey Berezin o Pu-239) è un film del 2006 diretto da Scott Z. Burns.
È basato sul libro Plutonio 239 e altre fantasie russe (PU-239 and Other Russian Fantasies) di Ken Kalfus.

## Trama
Timofey lavora in un impianto nucleare russo e viene esposto ad una dose letale di radiazioni. Per provvedere alla sua famiglia, ruba del plutonio e si propone di venderlo al mercato nero di Mosca con l'aiuto di un criminale.